# Liste der Biografien/Miu
Liste der Biografien |
Portal Biografien |
Personensuche
# |
A |
B |
C |
D |
E |
F |
G |
H |
I |
J |
K |
L |
M |
N |
O |
P |
Q |
R |
S |
T |
U |
V |
W |
X |
Y |
Z |
?
 
Ma |
Mb |
Mc |
Md |
Me |
Mf |
Mg |
Mh |
Mi |
Mj |
Mk |
Ml |
Mm |
Mn |
Mo |
Mp |
Mq |
Mr |
Ms |
Mt |
Mu |
Mv |
Mw |
Mx |
My |
Mz
 
Mia |
Mib |
Mic |
Mid |
Mie |
Mif |
Mig |
Mih–Mik |
Mil |
Mim |
Min |
Mio |
Mip |
Miq |
Mir |
Mis |
Mit |
Miu |
Miv |
Miw |
Mix |
Miy |
Miz
Die Liste der Biografien führt alle Personen auf, die in der deutschsprachigen Wikipedia einen Artikel haben. Dieses ist eine Teilliste mit 50 Einträgen von Personen, deren Namen mit den Buchstaben „Miu“ beginnt.

## Miu
- Miu, deutsche Musikerin
- Miu, Hin, einer der fünf Ältesten der Shaolin
- Miu, Ștefan (1935–2015), rumänischer Fußballspieler und -trainer

### Miuc
- Miúcha (1937–2018), brasilianische Sängerin und KomponistinMiúcha (1937–2018)

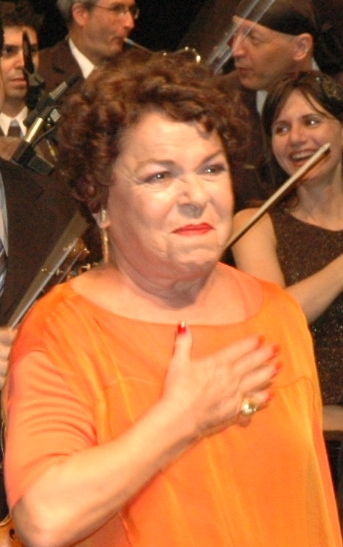
Miúcha (1937–2018)

- Miuchi, Suzue (* 1951), japanische Manga-Zeichnerin

### Miur
- Miura, Akito (* 1987), japanischer Fußballspieler
- Miura, Atsuhiro (* 1974), japanischer Fußballspieler
- Miura, Ayako (1922–1999), japanische Schriftstellerin
- Miura, Baien (1723–1789), japanischer Konfuzianer, Philosoph
- Miura, Chora (1729–1780), japanischer Haiku-Dichter
- Miura, Daichi (* 1987), japanischer J-Pop-Sänger mit R&B-Einflüssen
- Miura, Fumiaki (* 1993), japanischer Violinist
- Miura, Fumitake (* 1970), japanischer Fußballspieler
- Miura, Genta (* 1995), japanischer Fußballspieler
- Miura, Gorō (1847–1926), japanischer Generalleutnant und Politiker
- Miura, Gōta (* 1969), japanischer Freestyle-Skier
- Miura, Hiroyuki (1871–1931), japanischer Historiker
- Miura, Hiroyuki (* 1973), japanischer Eishockeyspieler
- Miura, Kao (* 2005), japanischer Eiskunstläufer
- Miura, Kazuyoshi (* 1967), japanischer FußballspielerKazuyoshi Miura (* 1967)

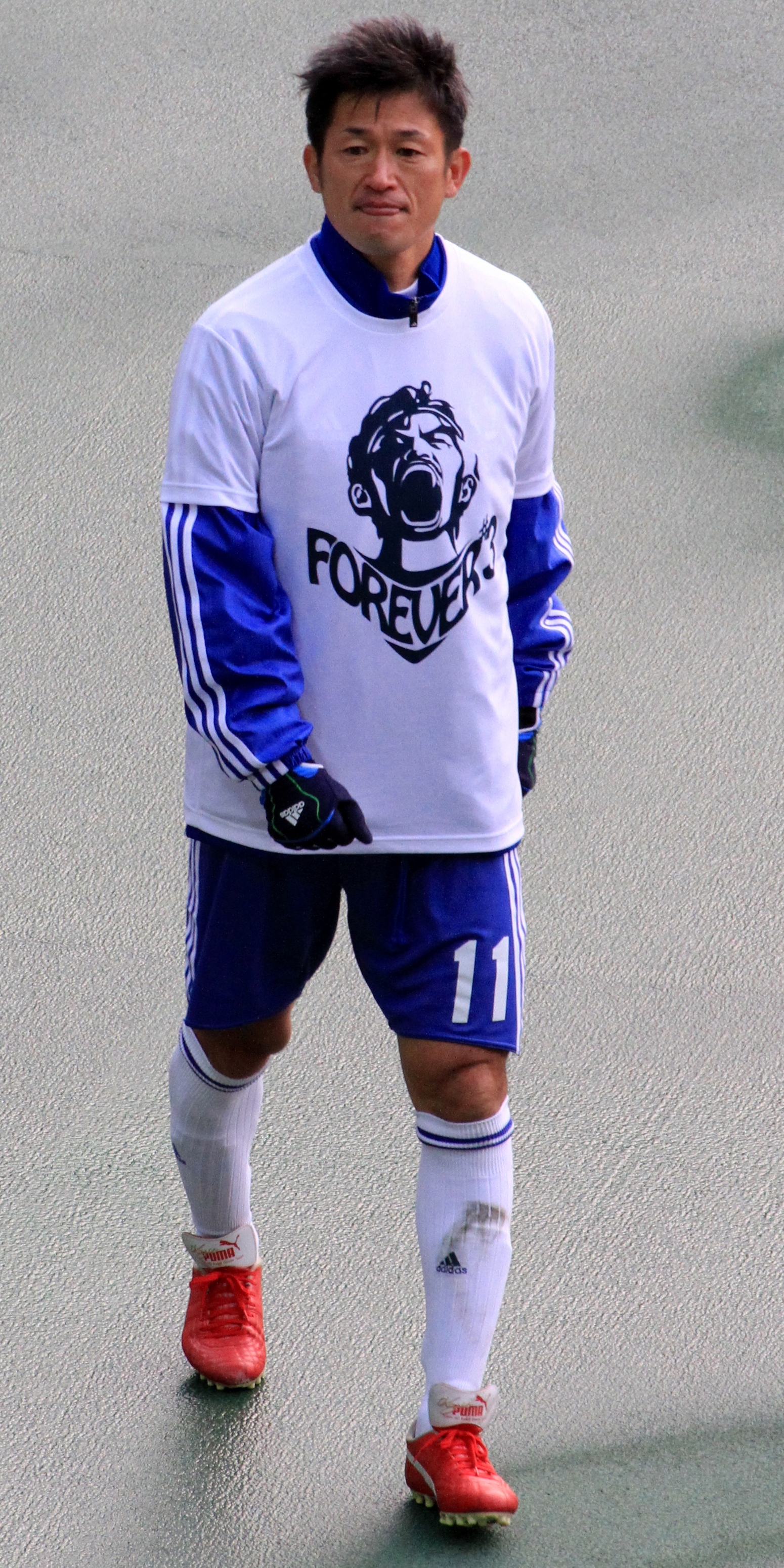
Kazuyoshi Miura (* 1967)

- Miura, Keizō (1904–2006), japanischer Skipionier und Skilehrer
- Miura, Ken’ichi (* 1949), japanischer Informatiker
- Miura, Kentarō (1966–2021), japanischer Comiczeichner
- Miura, Kinnosuke (1864–1950), japanischer Internist
- Miura, Kōji (* 1995), japanische Mangaka
- Miura, Makoto (* 1949), japanisch-österreichischer Bildhauer und Hochschullehrer
- Miura, Manaka (* 2002), japanische Sprinterin
- Miura, Masashi (* 1946), japanischer Herausgeber, Literaturkritiker, Essayist und Tanzexperte
- Miura, Motoaki (* 1996), japanischer Fußballspieler
- Miura, Narumi (* 1997), japanische Fußballspielerin
- Miura, Osamu (* 1989), japanischer Fußballspieler
- Miura, Riku (* 2001), japanische Eiskunstläuferin
- Miura, Robert (1938–2018), US-amerikanischer Mathematiker und Biophysiker
- Miura, Ryūji (* 2002), japanischer Hindernisläufer
- Miura, Ryūki (* 1992), japanischer Fußballspieler
- Miura, Saku (1881–1945), japanischer Journalist
- Miura, Satoshi (* 1944), japanischer Manager
- Miura, Shion (* 1976), japanische Autorin
- Miura, Shumon (1926–2017), japanischer Schriftsteller
- Miura, Sōta (* 2000), japanischer Fußballspieler
- Miura, Takashi (* 1984), japanischer Boxer, WBC-Weltmeister im Superfedergewicht
- Miura, Takayuki (* 1967), japanischer Eishockeyspieler
- Miura, Tamaki (1884–1946), japanische Opernsängerin
- Miura, Tetsuo (1931–2010), japanischer Schriftsteller
- Miura, Tetsurō (1956–2018), japanischer Fußballspieler
- Miura, Toshiya (* 1963), japanischer Fußballspieler
- Miura, Yasutoshi (* 1965), japanischer Fußballspieler und -trainer
- Miura, Yūichirō (* 1932), japanischer AlpinistYūichirō Miura (* 1932)

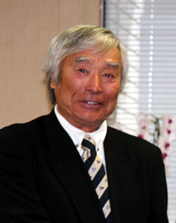
Yūichirō Miura (* 1932)

- Miura, Yūsuke (* 1991), japanischer Fußballspieler
- Miura, Yūya (* 1989), japanischer Fußballspieler